# Klinisch fysicus-audioloog
De klinisch fysicus - audioloog (vaak kortweg: audioloog) is een medisch specialist die werkzaam is binnen het specialisme van de audiologie. De klinisch fysicus - audioloog is de hoofdbehandelaar op een audiologisch centrum (AC).
Op het AC komen kinderen en volwassenen met problemen op het gebied van gehoor, spraak/taal of communicatie. Uitgebreide diagnostiek vindt plaats en revalidatie met bijvoorbeeld een hoortoestel of cochleair implantaat wordt begeleid.
De klinisch fysicus - audioloog is eindverantwoordelijk voor het hele zorgtraject van de patiënt binnen het audiologisch centrum en werkt hiervoor samen met onder anderen een logopedist, maatschappelijk werker, psycholoog, orthopedagoog, audiologie-assistenten en kno-artsen.

## Opleiding in Nederland
In Nederland hebben klinisch fysici - audiologen een natuurkundige achtergrond. Zij hebben na hun Master in de Natuurkunde (5 jaar) een postacademisch opleidingstraject (4 jaar) gevolgd dat analoog is aan de opleiding tot medisch specialist na een geneeskundeopleiding. De opleiding wordt verzorgd in audiologische centra of academische ziekenhuizen, onder toeziend oog van de Stichting Opleiding Klinisch Fysicus (Stichting OKF).
Naast audiologie zijn er nog drie specialisaties binnen de klinische fysica.